# Sting (festival)

## O festival
O Festival Sting é o maior evento de Reggae e Dancehall do mundo. O evento ocorre anualmente entre os dias 26 e 27 de dezembro no Jamworld Entertainment Center, em Portmore na Paróquia Santa Catarina (Parish Saint Catherine), Jamaica. O Sting é o festival de Reggae e Dancehall mais longo, em execução, da terra. O primeiro festival Sting foi realizado dia 26 de dezembro de 1983. Para todos os profissionais de dancehall jamaicano e artistas de reggae, o Sting é o evento mais importante do ano.

## Como funciona
Os artistas se apresentam no palco principal. As categorias são divididas em "Recém chegados", "Canto das Garotas" ou "Malvadas", "Os Guerreiros" e "Choque". Os novatos começam na área dancehall, seguidos das cantoras. Os guerreiros são os famosos do reggae e dancehall. A área Choque é o destaque do festival. Artistas conhecidos do dancehall aparecem na chamada Deejay - Batalha contra outro cantor. Há vários confrontos, cada ano. Alguns deles se tornaram famosos fora da Jamaica, como os repetidos confrontos entre Bounty Killer e Beenie Man ou Ninjaman.